# منتخب ألمانيا للكورفبال
منتخب ألمانيا للكورفبال (بالألمانية: Deutsche Korfballnationalmannschaft)‏ هو ممثل ألمانيا الرسمي في المنافسات الدولية في كرة السلة الهولندية
.